# Unteroffizier Prischibejew

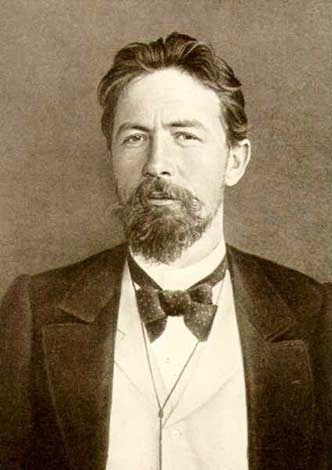
Anton Tschechow

Unteroffizier Prischibejew (russisch Унтер Пришибеев, Unter Prischibejew) ist eine Kurzgeschichte des russischen Schriftstellers Anton Tschechow, die am 5. Oktober 1885 in der Tageszeitung Peterburgskaja gaseta erschien. Zu Lebzeiten des Autors wurde der Text ins Bulgarische, Deutsche, Serbokroatische und Tschechische übertragen.

## Inhalt
Vor dem Friedensrichter der Beleidigung durch Wort und Tat von sage und schreibe elf Personen angeklagt, bekennt sich Prischibejew, ein „verrunzelter“ Unteroffizier mit „stachligem Gesicht“, nicht schuldig.
Als der Unteroffizier, der ehemalige Waffenwart hatte in Warschau beim Stab gedient, mit seiner Frau Anfissa am Ufer entlangspazierte, hatte er – nach seinen eigenen Worten vor Gericht – eine Menschenansammlung, die eine Wasserleiche umstand, mit drei Maßnahmen zerstreuen wollen: Erstens durch das Kommando Wegtreten! Als das nichts half, zweitens, durch die Leute Anstoßen und als auch das nichts bewirkte, drittens durch ein weiteres Kommando, diesmal an den anwesenden Polizeikommissar gerichtet: Die Leute mit Genickschlägen wegjagen!
Das Publikum im Saal gibt dem vernünftigen Einspruch des Friedensrichters lautstark Recht und beschwert sich: Vor fünfzehn Jahren habe Prischibejew krankheitshalber den Dienst quittiert. Seit er darauf im Dorf Feuerwehrmann und dann in der Schule Hausmeister geworden war, quäle er die Bevölkerung bis aufs Blut.
Der Friedensrichter verschafft sich Ruhe, denn der Unteroffizier soll sein Vergehen motivieren. Prischibejew, nicht faul, beantwortet wortreich die selbst formulierte rhetorische Frage: „In welchem Gesetz steht denn geschrieben, daß man dem Volk seinen Willen lassen soll?“
Ja, gut, gibt der Unteroffizier bei, er habe auch geschlagen, aber „ganz korrekt und nur sachte“. Die Wut hätte ihn gepackt, als alle über ihn gelacht hatten. Dumme Menschen müssten geprügelt werden.
Prischibejew, kein Dummer, erkennt, der Friedensrichter gehört nicht zu seinen Freunden. Der Unteroffizier wird einen Monat inhaftiert. Unbegreiflich. Dabei hatte Prischibejew zusätzlich eine Anzahl Einwohner gemeldet – drei Bauern, die des Nachts lange Licht brennen ließen, eine in Unzucht lebende Soldatenwitwe, einen Zauberer und eine Hexe.
Das Publikum im Saal unterdrückt nach der Urteilsverkündung das Lachen. Der Unteroffizier schreit es böse an: „Wegtreten, Leute! Nicht zusammenrotten! Nach Hause gehen!“

## Adaption
- Aufführung (11 min) bei YouTube (russisch)

## Verwendete Ausgabe
- Gerhard Dick (Hrsg.), Wolf Düwel (Hrsg.): Anton Tschechow: Gesammelte Werke in Einzelbänden: Unteroffizier Prischibejew. S. 397–401 in: Gerhard Dick (Hrsg.): Anton Tschechow: Vom Regen in die Traufe. Kurzgeschichten. Aus dem Russischen übersetzt von Ada Knipper und Gerhard Dick. Mit einem Vorwort von Wolf Düwel. 630 Seiten. Rütten & Loening, Berlin 1964 (1. Aufl.)[4]

## Anmerkung
1. ↑  Die Veröffentlichung unter dem ursprünglichen Titel Kljausnik (russ. Кляузник) – Der Intrigant – wurde untersagt. Offenbar hatte der Autor ein heißes Eisen angefasst. Auf Einspruch der Zensurbehörde musste Tschechow seine Geschichte über einen Dorfspion ändern und einen neuen Titel finden (siehe Anmerkungen (russ. примечания) Literaturstelle Lib.ru (oben)).